# Mettenheim (Rheinhessen)
Mettenheim település Németországban, Rajna-vidék-Pfalz tartományban. Lakosainak száma 1705 fő (2023. december 31.).

## Népesség
A település népességének változása:
| Lakosok száma | 981  | 1601 | 1672 | 1654 | 1679 | 1685 | 1705 |
|               | 1975 | 2014 | 2017 | 2019 | 2021 | 2022 | 2023 |